# Frontera entre l'Índia i Bangladesh
La frontera entre i l'Índia i Bangladesh, coneguda localment com la Frontera Internacional (IB), és una frontera internacional entre Bangladesh i l'Índia que demarca vuit divisions de Bangladesh i els estats indis.
Bangladesh i Índia comparteixen una froner internacional de 4.156 kilòmetres, la cinquena més llarga del món, dels quals 262 km a Assam, 856 km a Tripura, 180 km a Mizoram, 443 km a Meghalaya, i 2.217 km a Bengala Occidental. Les divisions de Bangladesh de Mymensingh, Khulna, Rajshahi, Rangpur, Sylhet i Chittagong es troben al llarg de la frontera. Una sèrie de pilars marquen la frontera entre els dos estats. Les petites parts demarcades de la frontera són tancades a banda i banda. L'Acord Fronterer de terres per simplificar la frontera va ser ratificat per l'Índia i Bangladesh el 7 de maig de 2015.

## Història
La línia Radcliffe va ser publicada el 17 d'agost de 1947 com una línia de demarcació entre l'Índia i Pakistan després de la partició de l'Índia. Va ser nomenada pel seu arquitecte, Sir Cyril Radcliffe, 1er vescomte Radcliffe, que, com a president de les comissions frontereres, va ser l'encarregat de dividir equitativament el territori de 450.000 km amb 88 milions de persones.

## Problemes
La frontera s'utilitza com a ruta per al contraban de bestiar, productes alimentaris, medicaments i drogues de l'Índia a Bangladesh. D'altra banda, els immigrants il·legals de Bangladesh travessen la frontera amb l'Índia. A causa de la gran quantitat d'immigrants il·legals que travessen des de Bangladesh a l'Índia, s'han aplicat polítiques controvertides de disparar sense avisar han estat aplicades per les patrulles de la frontera índia. Aquesta política es va iniciar amb informes de violència entre immigrants il·legals i soldats indis. La frontera també ha estat testimoni d'escaramusses ocasionals entre la Força de Seguretat Fronterera de l'Índia (BSF) i la Guàrdia Fronterera de Bangladesh, més notablement en el conflicte fronterer entre Índia i Bangladesh de 2001.
Al juliol de 2009, Channel 4 News va informar que centenars de bangladeshis van ser assassinats per la BSF al llarg del mur fronterer entre ambdós estats. El BSF afirma que el propòsit principal del mur és verificar la immigració il·legal i prevenir el terrorisme transfronterer. En 2010 Human Rights Watch (HRW) va emetre un informe de 81 pàgines que reportava abusos innombrables de la BSF. L'informe es va compilar a partir de les entrevistes extretes de les víctimes de tortures de la BSF, testimonis, membres de la BSF i la seva contrapart de Bangladesh. L'informe va declarar que més de 1.000 ciutadans de Bangladesh van morir durant la primera dècada del segle XXI. Segons HRW, BSF no només va disparar immigrants il·legals o contrabandistes, sinó fins i tot innocents que veien a prop, de vegades fins i tot persones que treballaven en camps agrícoles a prop de la frontera.

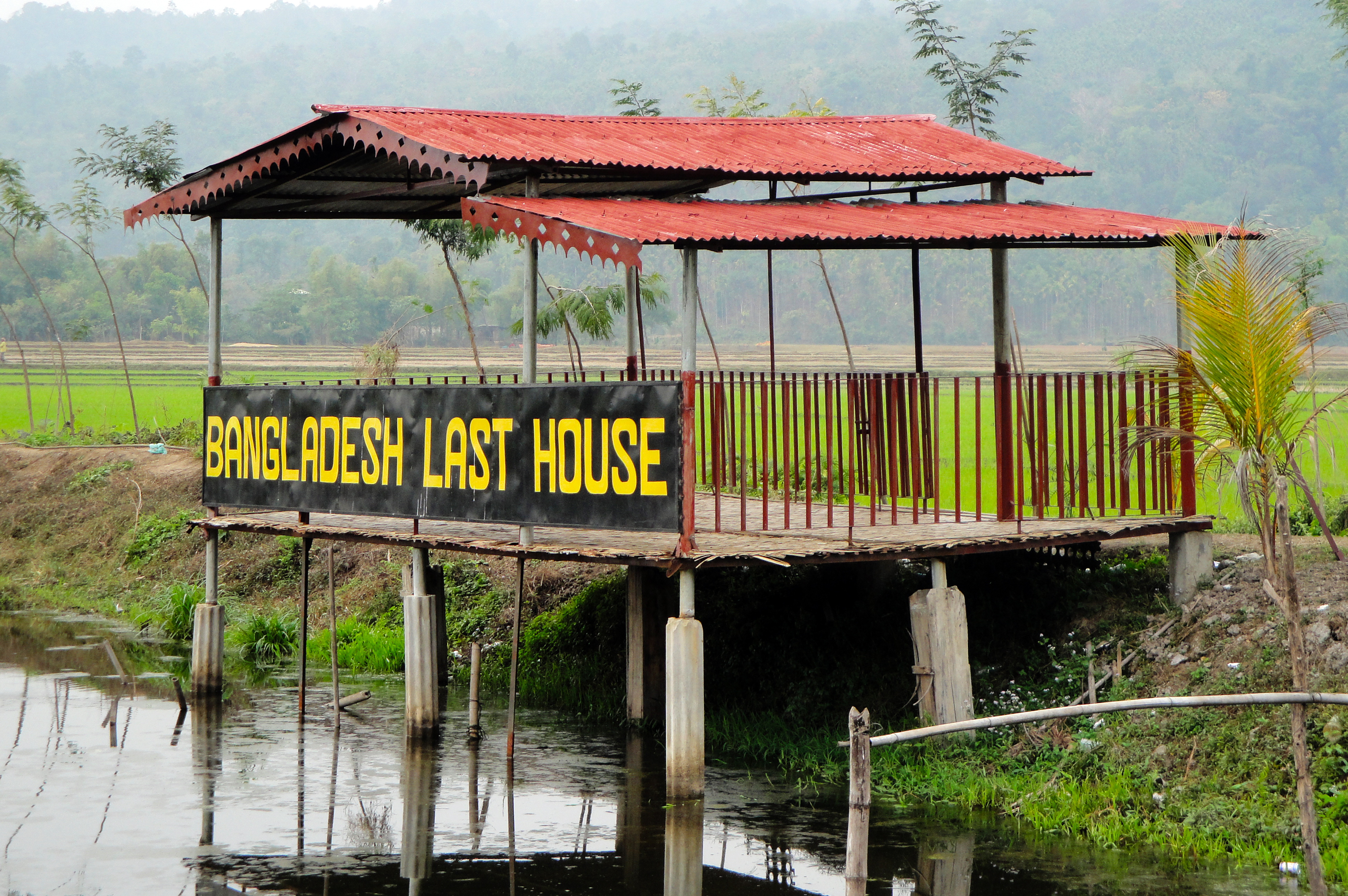
Última Casa de Bangladesh, a la frontera vora el Jointa Hill Resort, Tamabil, Sylhet.

El BSF sovint ha estat acusat pel govern de Bangladesh d'incursions en territori de Bangladesh, i de tiroteig indiscriminat a civils al llarg de la frontera Índia-Bangladesh. Això va ser en represàlia a la immigració il·legal massiva de Bangladesh a l'Índia, per la qual s'està construint el mur fronterer Índia-Bangladesh. En una conferència de premsa d'agost de 2008, funcionaris indis de BSF van admetre que van matar 59 il·legals (34 bangladeshis, 21 indis, resta no identificats) que intentaven travessar la frontera durant els sis primers mesos. Els mitjans bangladeshis acusaren el BSF de segrestar 5 infants bangladeshis d'entre 8 i 15 anys de Haripur Upazila al districte Thakurgaon de Bangladesh, en 2010. Ens nens estaven pescant amb xarxes vora la frontera. En 2010 Human Rights Watch havia acusat laBorder Security Force d'assassinats indiscriminats. Les forces del BSF assassinaren una noia bangladeshi de 15 anys i penjaren el cadàver en la tanca el 7 de gener de 2011.
S'han celebrat nombroses conferències entre l'Índia i Bangladesh per tractar qüestions com el contraban i la transgressió, el robatori del bestiar, el tràfic de drogues i d'armes. El coronel Muhammad Shahid Sarwar de BGB va donar a la Border Security Force una llista de crims produïts a l'Índia, i el BSF també va lliurar una llista similar al BGB.

## Enclavaments, possessions adverses i fronteres no delimitades

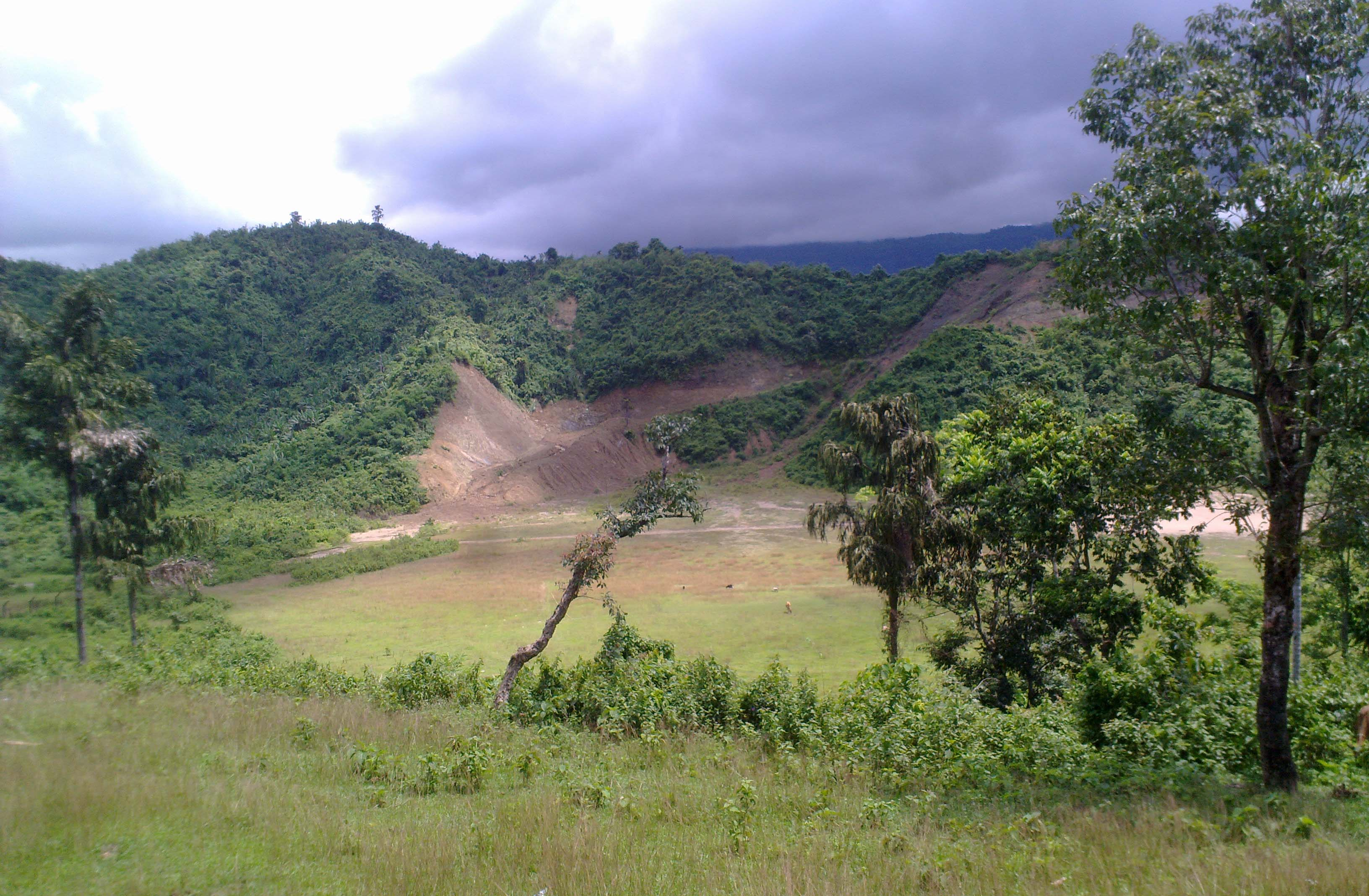
Frontera India-Bangladesh

Els enclavaments o chitmahals (ছিটমহল) a la frontera entre Índia i Bangladesh a l'estat indi de Bengala Occidental eren un tema de disputa entre els països. Els enclavaments eren presumptament part d'un joc de cartes o jocs d'escacs fa segles entre dos reis regionals, el Raja de Cooch Behar i el Maharaja de Rangpur, i el resultat confús d'un tractat entre el Regne de Koch Bihar i l'Imperi mogol. Després de la partició de l'Índia, el districte de Cooch Behar es va fusionar amb l'Índia i el 1947 Rangpur amb Pakistan Oriental, que es va convertir en Bangladesh el 1971.
Els primers ministres de l'Índia i Bangladesh van signar un Acord Fronterer de terres el 1974 per intercanviar tots els enclavaments i simplificar la frontera internacional. El 1974, Bangladesh va aprovar l'Acord Fronterer de terres proposat, però l'Índia no el va ratificar. El 2011, els dos països van tornar a acceptar l'intercanvi d'enclavaments i possessions adverses. Una versió revisada de l'acord va ser finalment aprovada pels dos països quan el Parlament de l'Índia va aprovar la 119a Esmena a la Constitució de l'Índia el 7 de maig de 2015.
A l'interior de la part principal de Bangladesh hi havia 111 enclavaments indis (17,160,63 acres), mentre que a l'interior de la part principal de l'Índia hi havia 51 enclavaments de Bangladesh (7.110,02 acres). Pel que fa a possessions adverses, l'Índia va rebre 2.777.038 acres de terra i va transferir 2.267.682 acres a Bangladesh. Segons l'acord, els residents de l'enclavament podrien seguir residint a la seva ubicació actual o traslladar-se al país que triessin. La possessió adversa de Boraibari anà a Bangladesh. Les fronteres no delimitades entre ambdues nacions finalment es van resoldre respecte Daikhata-Dumabari, Muhurichar (una illa al riu Muhuri), i Pyrdiwah.

## Frontera marítima
L'Índia i Bangladesh havien participat en vuit rondes de negociacions bilaterals a partir de 1974, però no va ser concloent fins a l'any 2009. A l'octubre de 2009, Bangladesh va prestar serveis a l'Índia amb un avís de procediments d'arbitratge conforme a la UNCLOS.
El Tribunal d'Arbitratge va pronunciar la sentència el 7 de juliol de 2014 i va posar fi a la disputa.

## Mur Índia–Bangladesh

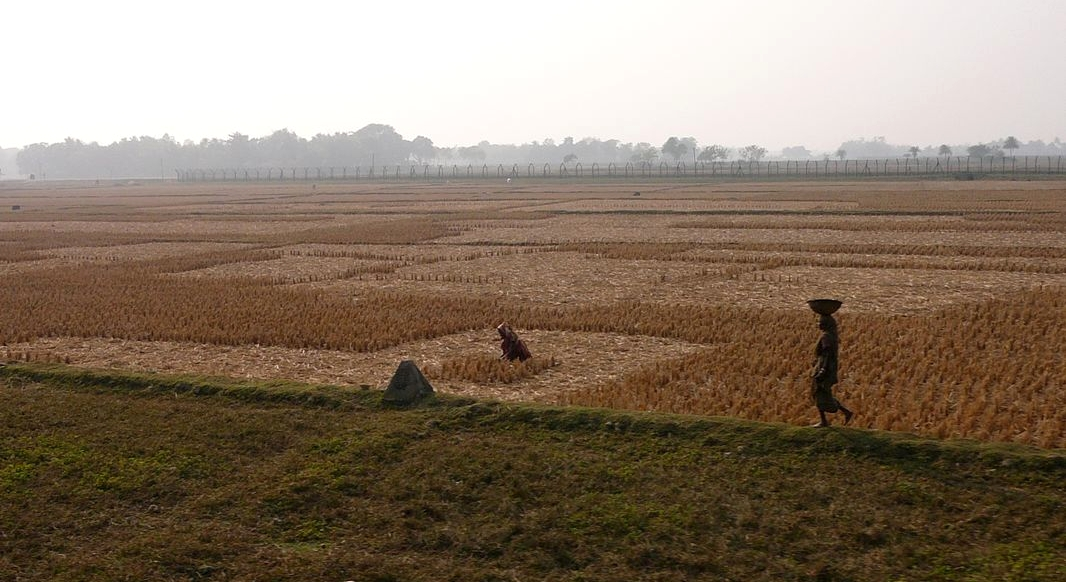
La tanca de la frontera prop de l'estació de Hili Border a l'oest de Bangladesh

El projecte ha tingut alguns retards i encara no hi ha una data de finalització clara per al projecte. Quan estigui complet el mur serà patrullat per la Força de Seguretat de Fronteres. La tanca també serà electrificada en alguns trams. El BSF afirma que el propòsit principal de la barrera és evitar el tràfic il·lícit de narcòtics.
L'Índia està construint la barrera Índia-Bangladesh, una tanca de 3.406 kilòmetres de formigó i filferro d'arç de 3 metres d'alçada, per evitar el contraban d'estupefaents. D'aquesta manera, es van completar 500 quilòmetres de tanca amb una despesa de 440 milions de dòlars EUA abans de novembre de 2007. El termini per completar el projecte es va fixar en 2008-09. L'octubre de 2009 es van completar uns 2.649 kilòmetres de tanca al llarg de 3.326 kilòmetres de carreteres. El termini per a la finalització del projecte es va revisar fins a març de 2010. El març de 2011, es van completar 2.735 quilòmetres de tanca i es va revisar el termini de data fins al març de 2012.
Assam comparteix 263 km de frontera amb Bangladesh, dels quals 143,9 km són terrestres i 119,1 km són fluvials. En novembre de 2011, s'havien completar 221,56 km de tanca. Índia ha completat la instal·lació de llums d'alta intensitat per 277 kilometres al sector de Bengala Occidental. Algunes vegades entre 2001 i 2006, les tropes de seguretat fronterera de Bangladesh (BDR) es van enfrontar amb la Força de seguretat fronterera de l'Índia quan es va construir la tanca més enllà de la terra de ningú.